# 水力発電
水力発電（すいりょくはつでん、英語: hydroelectricity）とは、水の持つ位置エネルギーを利用して、落水や流水により水力で羽根車（はねぐるま）を回し、それによる動力で発電機を回して電気エネルギーを得る（発電を行う）方式のことである。略称は「水発（すいはつ）」「水力（すいりょく）」。

## 概要
水力発電は発電の一方式であり、水力で発電機を動かし電力を生む方式のことである。ダム式、水路式、揚水式などがある。
また、水力発電は、個人が小さな水力発電装置を自作・設置して行うこともでき、特に小規模の水力発電を小水力発電（マイクロ水力発電）という。私道脇の水の流れ、小川、渓流などの、比較的小さな水の流れを利用して水力発電を行う。他の水力発電と比較し、環境への負荷が小さいため、次世代の水力発電として注目されている。ただし河川や湖沼、用水路などの水の利用については水利権が設定されているため、権利者との協議や許可申請を行う必要がある。発電に使用した水を元に戻しても、水流や水質の変化が発生するためである。
一般には、発電の歴史の中で果たしてきた役割の重要さ、発電量の大きさ、その設備の雄壮な外観などによって、水力発電の中でも特にダム式のものや大河を利用したものがよく知られている。

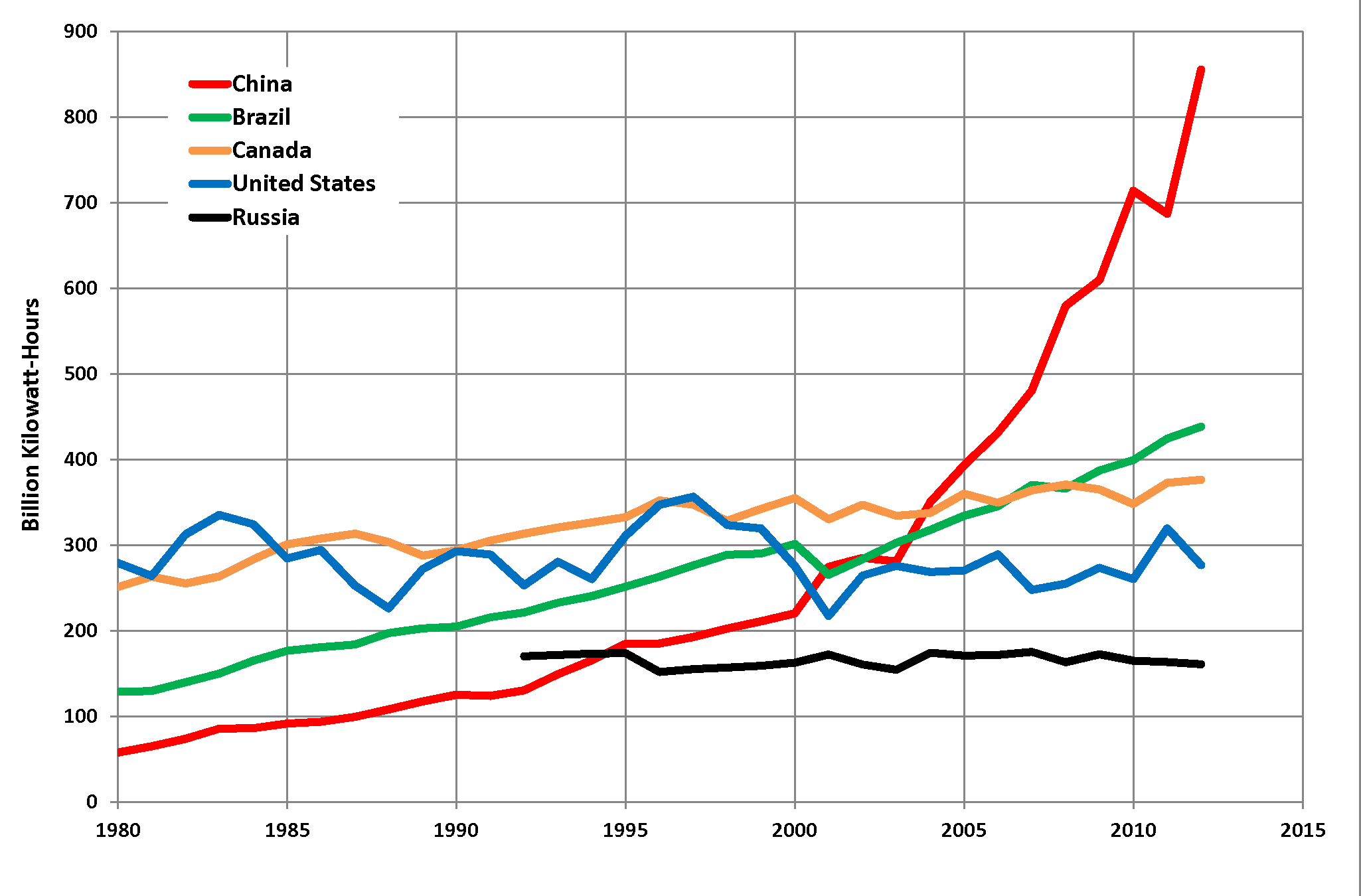
水力発電の上位5カ国の近年の総出力の推移

## 歴史
自然に流れる水の力を動力として利用するという考えは、古代より続くものである。例としては、流れる水の力を水車によって動力にし、製粉・紡績などを行っていた。
1832年にフランスのヒポライト・ピクシーにより現在の交流発電機の原型となるダイナモが発明され、1840年にはイギリスのウィリアム・アームストロングが水力を動力源とする水力発電機を発明した。
世界で最初の水力発電は、1878年に前出のアームストロングが自身の屋敷に設けた絵画展示室の照明を点灯させるために、1km離れた川に個人でダムを築き、発電機を置いたものである。

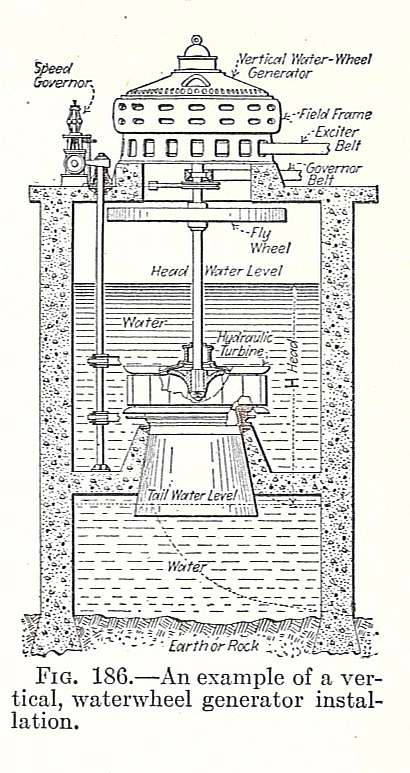
垂直型水力発電機の図（:en:Terrell Croft著、1917年刊『 Electrical Machinery』171頁掲載）

米国では1881年にナイアガラの滝の近くに水力発電所（en:Robert Moses Niagara Hydroelectric Power Station）が竣工し、1882年には当時の電流戦争（交流方式と直流方式の争い）の最中にいたエジソンによる最初の水力発電所（en:Vulcan Street Plant、直流、出力12.5kW）がウィスコンシン州アップルトンに竣工した。1886年には米国およびカナダに45の水力発電所、1889年には米国だけで200の水力発電所が稼働していた。1890年にはウェスティングハウスが交流長距離送電を開始した。
日本
日本の最初の発電所は1887年に竣工した東京の火力発電所であった。水力発電では1888年（明治21年）7月に宮城紡績が設置した三居沢発電所（5kW）で自家用発電を開始し、その後紡績会社や鉱山会社による発電所の設置が続いた。
1891年（明治24年）に米国のコロラド州アスペンの水力発電所を参考にして琵琶湖疏水の落差を利用する蹴上発電所（水路式、直流、160kW）が、運用を開始した。これが日本で最初の一般電気事業用水力発電所である。
初期の電力の需要は主に電灯であったが、日本では1913年（大正2年）に電力の動力需要が照明用の需要を超え、1914年（大正3年）には工業用の動力で電力が蒸気力を越えた。

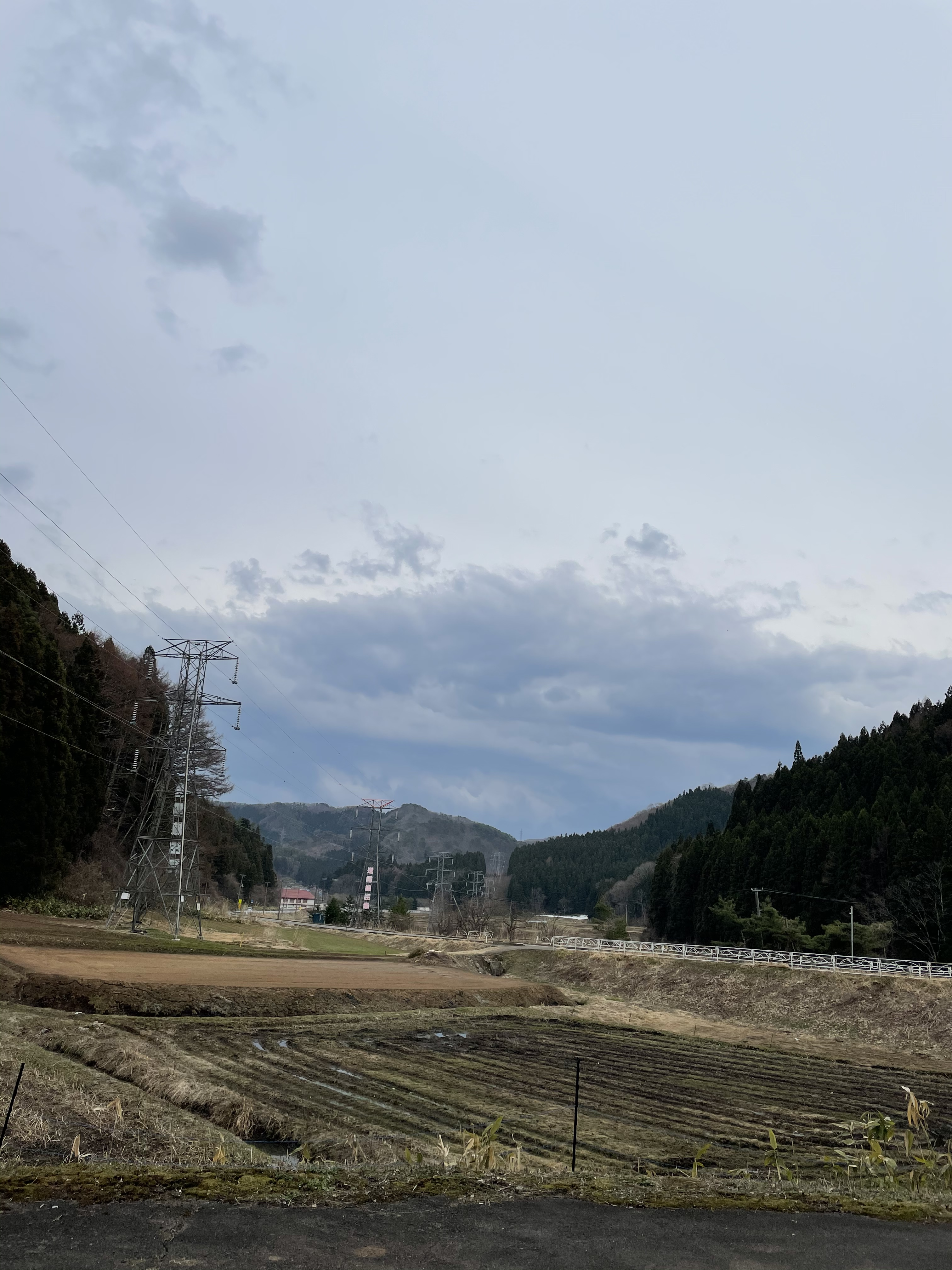
山王坂から御代集落、勢至堂峠方面を望む

日本で最初の長距離送電は、猪苗代湖から福島県安積郡郡山町（現郡山市）を結ぶ安積疏水の途中にある沼上瀑布の落差を利用した沼上水力発電所（出力300kW）と、郡山絹糸紡績(現日東紡績)を送電距離22.5km、送電電圧11kVで結んだのが始まりとされる。

また、1915年（大正4年）には逼迫する首都圏の電力需要に答えるべく、鉄道技術者、経営者として知られる仙石貢が、猪苗代水力電気株式会社（東京電燈・日本発送電を経て現在の東京電力の一部）を設立し、猪苗代湖北西部の日橋川に、当時で世界第三位、東洋一の出力を誇る37,500kWの猪苗代第一発電所を完成させ、115kVの高圧を以て湖南西部の黒森峠 (福島県)を経て南の勢至堂峠を通り、白河開閉所・宇都宮開閉所・古河開閉所を通って、東京田端の変電所まで、実に228kmにも渡る送電網を構築し、日本初の長距離高圧送電を実現した

。
大正から昭和初期にかけて大規模な水力発電所が多く作られ、1950年代までは電力の大半は水力発電によるものであった。このため、1950年から1951年の冬など降水量が少ない時期には、電力の需給がひっ迫した。家庭の工夫や大口工場の操業時間をずらして「一割節電」を求めたり、週二回の輪番制で銀座など繁華街のネオンサインを消灯する取り組みが行われた。

## 水力エネルギー量

### 包蔵水力
包蔵水力とは、水資源のうち、技術的・経済的に利用可能な水力エネルギー量のこと。包蔵水力は、「既開発」「工事中」「未開発（今後の開発が有望な水力エネルギー）」の3つに区分にわけられる。
世界（2008年）の水力発電電力量は3,288TWhで、発電電力量の16%強であり、また、世界の技術的開発可能包蔵水力量は、16,400TWh/年以上と見積もられている。今後の開発により水力発電は2050年には最大電力量6,000TWhまで発電することが可能と推定される。なお、日本の開発が有望な未開発の水力電力量は約44,148,039MWhと試算されている。
| 出力区分（kW）    | 既開発 | 既開発     | 既開発        | 工事中 | 工事中     | 工事中        | 未開発 | 未開発     | 未開発        |
| 出力区分（kW）    | 地点   | 出力（kW） | 電力量（MWh） | 地点   | 出力（kW） | 電力量（MWh） | 地点   | 出力（kW） | 電力量（MWh） |
| ----------------- | ------ | ---------- | ------------- | ------ | ---------- | ------------- | ------ | ---------- | ------------- |
| 1,000未満         | 621    | 254,672    | 1,546,814     | 23     | 10,946     | 50,513        | 349    | 231,410    | 1,165,133     |
| 1,000～3,000      | 425    | 753,087    | 4,186,412     | 5      | 8,900      | 48,846        | 1,204  | 2,212,600  | 8,988,634     |
| 3,000～5,000      | 163    | 609,465    | 3,192,290     | 5      | 18,710     | 98,105        | 513    | 1,925,000  | 7,717,712     |
| 5,000～10,000     | 282    | 1,909,628  | 9,765,728     | 8      | 57,490     | 317,116       | 336    | 2,266,300  | 9,055,750     |
| 10,000～30,000    | 358    | 6,043,960  | 27,732,993    | 16     | 241,726    | 1,110,018     | 204    | 3,218,300  | 12,013,910    |
| 30,000～50,000    | 87     | 3,297,400  | 14,617,629    | 1      | 40,000     | 171,950       | 21     | 801,900    | 2,610,500     |
| 50,000～100,000   | 66     | 4,325,000  | 17,106,799    | 2      | 114,550    | 429,698       | 13     | 782,100    | 2,132,400     |
| 100,000以上       | 26     | 4,988,400  | 13,700,152    | 1      | 120,000    | 716,034       | 2      | 236,000    | 464,000       |
| 計                | 2,028  | 22,181,612 | 91,848,817    | 61     | 612,322    | 2,942,280     | 2,642  | 11,673,610 | 44,148,039    |
| 平均              | -      | 10,938     | 45,290        | -      | 10,038     | 48,234        | -      | 4,418      | 16,710        |
| 2020年3月31日現在 |        |            |               |        |            |               |        |            |               |

## 火力発電との比較
1960年代以降は、日本は高度成長期に入り獲得した外貨で安価な化石燃料が確保できるようになったこと、大容量の水力発電所の建設適地が少なくなってきたことから、火力発電の比重が増大していった。1955年には水力発電は全電力の78.7%であったが、1962年には水力46.1%と、火力が逆転した。2005年は水力発電は8.3%まで落ち、火力が59%、原子力31%であった。
日本において、過去の電力利用初期には水力発電が発電の主力であり、「水主火従の時代（すいしゅかじゅうのじだい）」と呼ばれている。その後、火力発電に軸足が移ると「火主水従の時代（かしゅすいじゅうのじだい）」となった。
また、揚水発電所の建設も始まったが、この当時は豊水期に貯水し、渇水期はその水を繰り返し発電に利用することで年間を通じて発電を行うようにするという、年間調整が主たる役割であり、火力・原子力発電による夜間の余剰電力を有効利用する現在の方法とは違った目的だった。
1962年（昭和38年）からの火主水従、1963年（昭和38年）に原子力発電所の運用開始後は、高度経済成長による昼間と夜間との電力需要の格差拡大が問題となっていた。火力・原子力発電等の汽力発電はその出力を頻繁に変動させるということは困難であり、ほぼ一定の出力で運転し続けている。従って日中の高需要時に合わせて運転すると夜間は発電過剰となり、夜間の余剰電力は揚水発電所において揚水運転として消化するという考えが持ち上がった。揚水発電所は、単位出力あたりの建設費が火力・原子力発電所より安いことが注目され、夜間に揚水・貯水し、昼間のピークに備えるという目的へと移っていき、それに特化するように大規模な純揚水発電所が建設されるようになった。但し、その結果水に含まれる不純物が原因のダムの堆積物増加が問題化し始めている。

## 環境への負荷
発電施設は大きく取水施設、発電施設、放水施設に分けられる。取水・放水施設は水と接するために河川沿いとなる。発電施設は水源との距離に制限は無いが、取水・放水施設と管路で接続されるためにその中間に設置されることが多い。そのため水力発電施設は山岳や森林を開発することがほとんどとなり、自然保護の観点に注意が必要である。また取水・放水によって河川の流れが変わることも問題となる。また、発電用ダムを建設する場合は大規模になることが多く、既に形成された自然の地形、地盤、河川状況を考慮すると既に人里が存在している場所が候補になりやすい。大規模ダムが完成すると「水没」する村は過去にも多く例がある。
完成後の環境負荷はほとんど無いと言われることが多いが、これは火力・原子力発電と比較した場合であり、問題とされやすいCO2排出、NOx排出、放射性物質排出は皆無となる。稼働開始直後は水流変化による環境負荷はあるが、多くの発電施設は自然と共生する様態を示す。ダムにおいては水利調節機能も含有する場合が多いので、洪水の防止、干ばつの緩和にもなる。今日までに既設のダムが取り壊された例は少なく、発電所の老朽化が自然に与える影響は不明な部分が多い。

## 水力発電の分類

### 落差を得る方法による分類
水路式発電
発電所から見て上流に位置する河川・湖沼などより取水し、緩勾配の水路（開渠または暗渠）によって発電所まで導き、落差を得るもの。多くは流れ込み式で、落差の変動はほとんどない。
ダム式発電
河川内にダムを設けて貯水し、そこで生ずる落差を利用して発電するもの。発電所はダム付近に建設される。ダムの水位変化によって、落差変動が大きくなる。
ダム水路式発電
ダムと水路により落差をつくるもの。

### 運用上の分類

プロペラ水車と発電機の模式図
A : 発電機
1 : 固定子
2 : 回転子
B ： 水車
3 : 案内羽根
4 : ランナ
5 : 流水
6 : 主軸

流れ込み式
河川の流量をそのまま利用するもの。発電所の出力は河川流量に比例し、任意での出力調整は難しい。総電力需要のうちベース部分をまかなう。比較的小規模なものが多い。
調整池式
日間・週間の電力需要変動に対応するため、需要の少ない軽負荷時に出力を落として貯水し、需要の多い重負荷時の発電運転に備えるもの。総電力需要のうちピーク部分をまかなう。年間流量に比較して中小規模な貯水量を有するダムを伴う。
貯水池式
豊水期に貯水し、渇水期でも安定した発電ができるだけの水量を確保するもの。調整池式が日間・週間の負荷変動であるのに対し、季節間の調整を行う。総電力需要のうちピーク部分をまかなう。年間流量に比較して大規模な貯水量を有するダムを伴う。
逆調整池式
調整池式・貯水池式の下流の流量変動を平滑化するために設ける逆調整池の落差を利用し、一定の出力で運転するもの。
揚水式
上下二つの調整池を持つもので、軽負荷時に下部調整池から上部調整池へ水をくみ上げておき、重負荷時に発電するものである。総電力需要のうちピーク部分をまかなう。
揚水発電には貯水池式水力発電をさらなる重負荷へ対応させるために揚水発電機を設置した混合揚水式と、上池を山の頂上近くなどに置いた自然流入量がほとんど無い純揚水発電がある。
揚水発電に対して、流れ込み式・調整池式・貯水池式・逆調整池式は一般水力発電あるいは自流式水力発電という。
揚水発電のエネルギー源は原子力発電所や大規模火力発電所の電力であり、一般水力発電の源は雨や雪を降らせる元になる海水を蒸発させた太陽エネルギーだという違いがある。つまり一般水力発電は再生可能エネルギーであるが、揚水発電は一種の二次電池（蓄電池）である。

### 多く見られる組み合わせ
水路式発電で流れ込み式
河川勾配の急な上中流部に多い。取水するためのダムはあるが、落差を得るほどの高さはなく、流量調整能力がない。
ダム式発電で調整池式（または貯水池式）
河川勾配の緩い中下流部に多い。水路はあってもダムと発電所を結ぶだけで落差を得るものではない。流量調整能力に応じて調整池式か貯水池式になる。
ダム水路式発電で調整池式（または貯水池式）
河川勾配が適度にある中流部に多い。ダムと水路の両方で落差を得る。流量調整能力に応じて調整池式か貯水池式になる。
ダム式発電で揚水式
上下流に連続して二つのダムを設置し、得られる落差と容量を利用して揚水発電を行うもの。自然流量も利用する混合揚水式が多い。
ダム水路式発電で揚水式
隣接する河川に二つのダムを設置して得られる容量と両者を結ぶ水路で得られる落差を利用して揚水発電を行うもの。落差が大きいほど大規模化しやすく経済的になるので、上部ダムは小河川の最上流部に設置することが多い。ほとんどが純揚水式であり、日本でも外国でも近年この形式の揚水発電所が多い。

### 出力規模による分類
統一された明確な定義は無く団体や機関による様々な定義がある。

## 理論

### 水のエネルギー
流水は位置エネルギー・運動エネルギー・圧力エネルギーを持っている。流水の持つこれらのエネルギーを水力という。
流水を作用させる点を基準点とすると、高さ h (m) にある質量 m (kg) の水は、mgh (J) の位置エネルギーを有している。
質量 m (kg)、密度 ρ (kg/m³) の水が自由落下するとき、ある一点における流水の速度（流速）を v (m/s)、圧力（水圧）を p (Pa) とすると、この流水のエネルギーは以下の三形態によって表すことができる。
- 位置エネルギー: {\displaystyle \ mgh} [J]
- 運動エネルギー: {\displaystyle {mv^{2} \over 2}} [J]
- 圧力エネルギー: {\displaystyle {mp \over \rho }} [J]

水管路でのエネルギー消費を考えないものとすれば、流路のどの点においても流水が持つエネルギーの総和はエネルギー保存の法則により等しい。これが、ベルヌーイの定理である。それぞれを mg (N) で除したものを「水頭（すいとう）」という。
{\displaystyle \,h} [m]・・・ 位置水頭（いちすいとう）
{\displaystyle {v^{2} \over 2g}} [m]・・・ 速度水頭（そくどすいとう）
{\displaystyle {p \over \rho g}} [m]・・・ 圧力水頭（あつりょくすいとう）
水頭は「ヘッド (head)」 ともいい、高さの単位によって表す。

### 理論水力
実際の水路には、流水と壁面との間の摩擦や曲がりの抵抗などによりエネルギーの消費（損失）がある。したがって、高さ h (m) にある質量 m (kg) の水が持つエネルギーのうち、損失分を減じたものが水車に作用する有効なエネルギーとなる。
損失を水頭によって示したものが損失水頭（そんしつすいとう）である。水頭の有効分である有効落差（ゆうこうらくさ）を H (m)、損失水頭を hl  (m)、総落差（そうらくさ） Ha (m) には以下の関係がある。
{\displaystyle H=H_{a}-h_{l}}
断面積 A (m²) の水管路を、流速 v [m/s] で水が流れたとき、その流量 Q [m³/s] は次式で表せる。
{\displaystyle {\rm {Q=v\cdot A}}}
1 (m³) で質量 1,000 (kg) の水が水車に作用する理論上のエネルギー、すなわち理論水力（りろんすいりょく） P0 は、流量 Q (m³/s) のとき、
{\displaystyle {\rm {P_{0}=mgh=1000\times Q\times 9.8\times H=9800QH[J]}}}
{\displaystyle {\rm {=9800QH\ [W]}}}
{\displaystyle {\rm {=9.8QH\ [kW]}}}
となる。P0 のエネルギーは水車に作用し、水車出力 Pw が取り出され、最終的には発電機出力電力 P となる。これは水車効率 ηw と、発電機効率 ηg を乗じたものである。
P = 9.8 Q H ηw ηg [kW]
= 9.8 Q H η [kW]
水車効率と発電機効率の積 η を、総合効率（そうごうこうりつ）という。ηは水車発電機の種類や構造や経年によって変化するが、一般的にかなり高く、近似的に次式が成立する。
P ≒ 8.5 Q H  [kW]
水力発電所の出力を表すには、一般に以下の三種類が用いられる。
最大出力（さいだいしゅつりょく）
発電所で発生できる電力の最大値。この値は、ある程度の時間連続して発生できるものでなければならない。
常時出力（じょうじしゅつりょく）
（流れ込み式発電所）一年間のうち355日間以上発生することができるとされる、発電所出力の基準値。渇水期の取水量を基準として計算される。
（貯水池式発電所）一年間のうち365日間以上発生することができるとされる、発電所出力の基準値。
常時尖頭出力（じょうじせんとうしゅつりょく）
一年間のうち355日間以上で毎日、少なくとも4時間は発生することができるとされる発電所出力。

## 大型の水力発電施設の構成

### 取水口

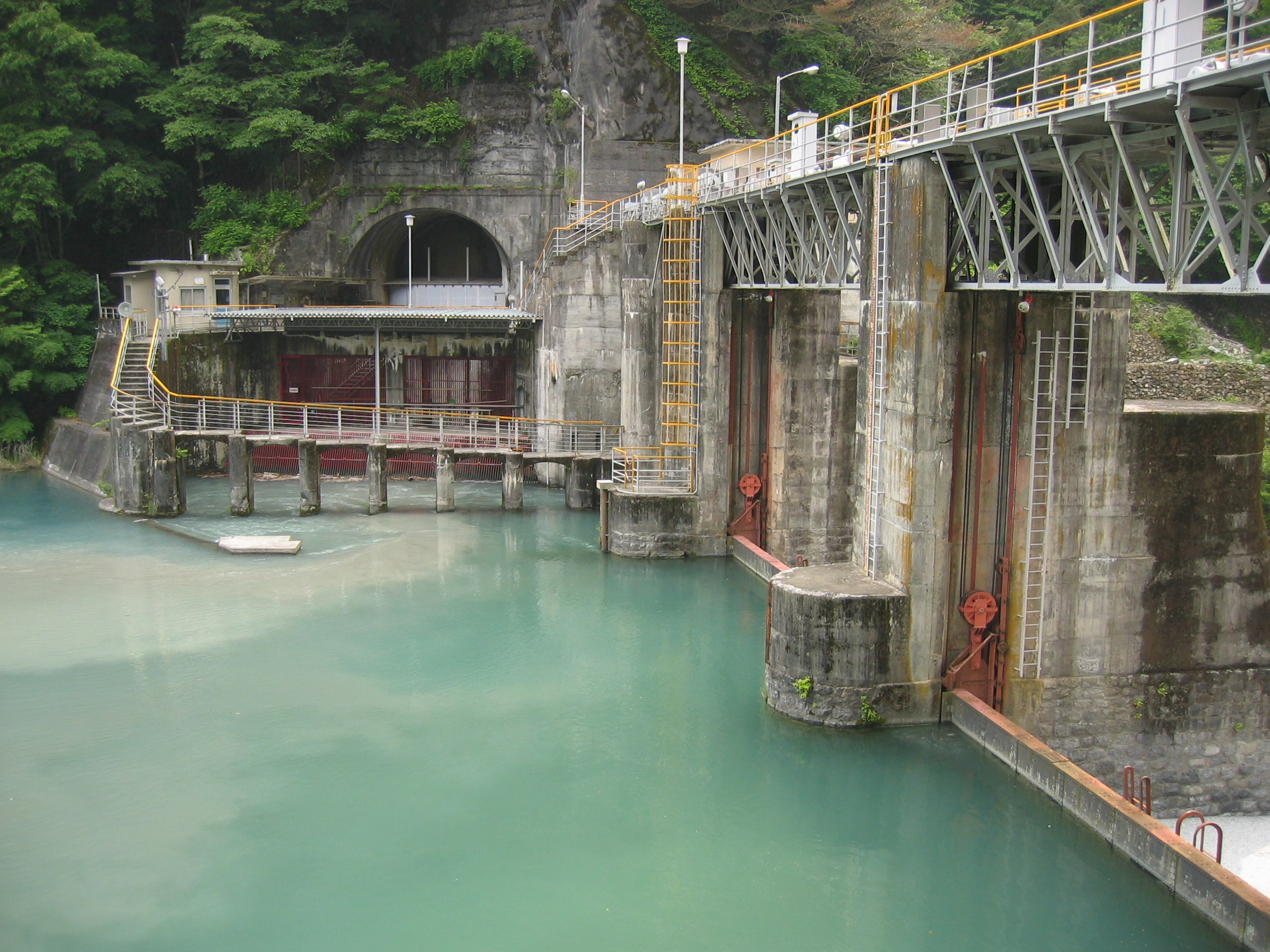
取水口（写真奥）

取水口（しゅすいこう）は、水力発電に利用する水を得る（取水する）ため、河川や池、湖沼などに設けた設備である。
より効率よく取水するよう、えん堤（堰堤）やダムを設ける場合が多い。
また、取水口には上流より漂着したごみを取り除く、くし状のスクリーンと、スクリーンにたまったごみをかき上げる除塵機（じょじんき）が備えられている。
許可を得た以上の取水は違法行為であるため、取水口では取水量を監視する必要がある。

### 沈砂池
沈砂池（ちんさち）は、水から土砂を取り除く設備である。水への土砂混入は、水車の摩耗の原因となるため、取水口から得た水を一時的に沈砂池に蓄え、土砂を沈殿させてから水車に送る。
ダム式・ダム水路式水力発電の場合は、ダムが沈砂池を兼ねるので設置しないことが多い。

### 導水路
導水路（どうすいろ）は、水を発電所まで導く設備で、水圧をかけた状態で送水する圧力水路と圧力をかけずに自然流下させる無圧水路とがある。構造としてはトンネルや蓋渠（がいきょ、カルバート）があり、必要に応じ水路橋やサイフォンが設置される。
内壁は摩擦による流速低下を最小限に抑えるため、滑らかに仕上げられる。また、水棲生物の付着などにより出力の低下がみられるような発電所では、水路の清掃が定期的に実施される。

### 水槽
水槽（すいそう）は、発電所の出力変動による水の流量変化を吸収する設備である。
発電所より急斜面を登った上部にあり、上部水槽（じょうぶすいそう）ともいう。
水路を流れてきた水は水槽で一時的に蓄えられる。下記の調圧水槽と区別するために普通水槽と言うことがある。
水槽まで至る水路が圧力水路であった場合には、発電所の急激な出力変動によって発生した水撃作用を吸収するため、より深さに余裕をもたせた水槽が用いられる。
これをサージタンク、もしくは調圧水槽（ちょうあつすいそう）という。
発電所の上部にポットのような寸胴の塔があったとすれば、それはサージタンクである。
なお、ダム式水力発電の場合は、水路が短いので水槽やサージタンクは必要がない。

### 水圧管路

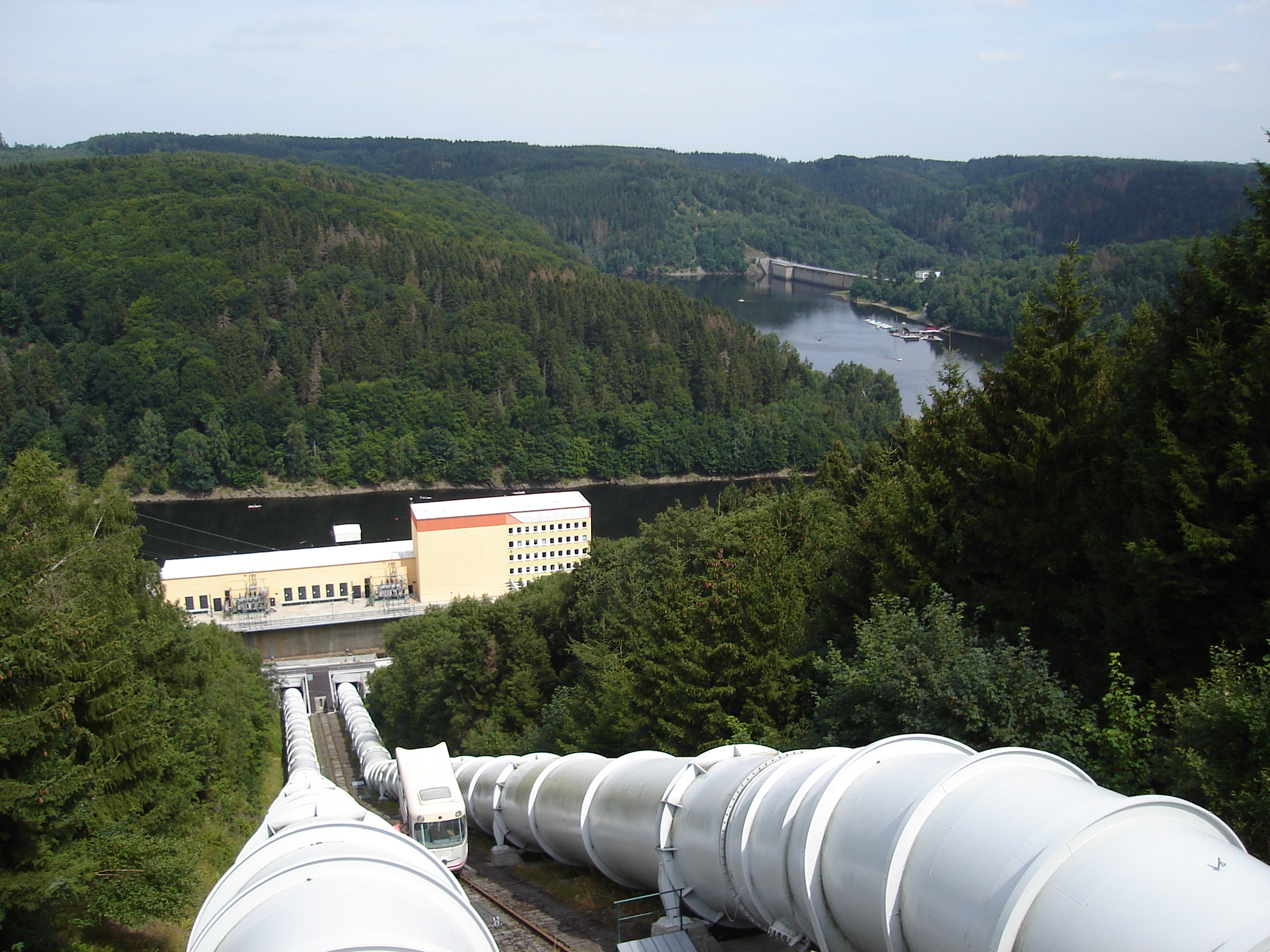
水圧管路

水圧管路（すいあつかんろ）は、水槽から発電所までの水の通り道となる管路である。水槽にためられた水は、これより発電所まで至る急斜面を水圧管によって導かれる。大変高い水圧が加わるため、鋼鉄など高強度の素材を用い、堅牢な構造とする。
発電所の急激な出力変動によって、水圧管路は大きな圧力変動を受ける。それを吸収し緩和する設備として、サージタンクや制圧機がある。水撃作用の大きさによって水圧管路が破裂、もしくはつぶれてしまわないように、十分な注意を払って設計・施工される。
水圧管の本数は発電所にある水車発電機の台数に等しい場合もあるが、発電所で水圧管を分岐させ、各水車発電機に接続する場合もあるので一概には言えない。水圧管路は地上に設置される例が多いが、トンネルなどにより地下に設置されることもある。

### 発電所

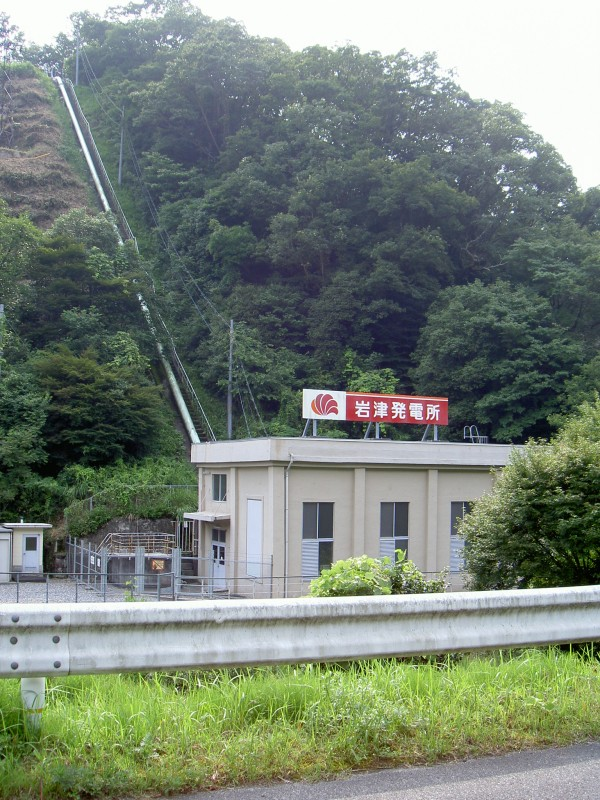
水力発電所建屋外観
岩津発電所（中部電力）

ここで言う狭義の「発電所」は、水車発電機、調速機、補機、制御装置、保護装置、変電設備などによって構成された建築物（建屋）を指す。現在、水力発電所の多くは無人であり、遠方の制御所より遠隔操作されている。
水力発電所は建屋の内部に水車発電機やその補機類、制御装置などを収めた屋内式（おくないしき）が一般的である。水車発電機の分解・組み立て作業用として建屋天井にクレーンが設けられる。
一部では水車発電機を屋外に設置した屋外式（おくがいしき）や、天井を着脱可能なふた（天蓋）とした簡易な建物の内部に収めた半屋外式（はんおくがいしき）がある。いずれも屋外に門形クレーンが設置される。なお、屋内式であっても変電設備は屋外や屋上に設けられることが多い。
以上の発電所は地上に建設された地上式発電所であるが、これらを地下空間に収めた地下式発電所もある。地下式発電所は堅固な地盤を必要とすることから、建設にあたっては建設予定地の入念な地質調査が必要である。必然的に建設費が高額なものとなるが、落差を有効利用するための機器配置に制約が少ないことや、発電所の規模が大きなものとなっても豊かな自然景観を損ねることがないなど利点は大きい。
水力発電所の規模は水車発電機の台数のほか、設置方法によっても左右される。軸を水平に寝かせた横軸形（よこじくがた）水車発電機は接地面積を広く占有するものの、建屋を一階平屋建てとすることができる。主に小容量のものに適用されている。また、軸を垂直に立てた立軸形（たてじくがた）水車発電機は構造が複雑で建屋の階層も多くなるが、接地面積が少なくて済むことと落差を有効利用できるという利点がある。主に大容量のものに適用されている。
立軸形は水車発電機を支持する基礎の設計によって多床式と単床式とに分類される。前者は発電機がある発電機室と、その一階層下に水車室を設けるもの。二階建て構造をとることが多く、その場合は特に二床式と呼ばれる。後者は発電機室の床を省略し、発電機部分を水車室に立てたバレルと呼ばれる円筒状の基礎によって支持するもので、バレル式とも呼ばれる。大容量機では大荷重を支持するためバレル式が主に用いられる。なお、バレル式でありながらも発電機室と水車室とで階層を分けた、複合的なものも存在する。

### 放水路
放水路（ほうすいろ）は、発電した水を放水口に導く水路で、導水路と同様の役割と区分がある。放水路にも水槽を設けることがある。水を河川に排出する設備が放水口（ほうすいこう）である。
なお、取水する河川と放流する河川とは、必ずしも一致するわけではない。

## 水力発電の費用や収益の構造
小水力発電の場合は、(装置・設備の選択にもよるが)その多くが、数万円～数百万円程度の初期投資とわずかな修繕・維持費用のみで済み、電力を大手電力会社から買い続ける場合の費用を考慮すれば、数年程度で費用を回収することも可能で、その後は金銭的メリットの享受が続く。
中型以上のものに関して言えば、一般水力発電と揚水式発電の水力発電所の費用（原価）は、（火力や原子力発電所など他の発電所と同様に）資本費・修繕費・人件費・諸税などからなる固定費（発電量に無関係なもの）と揚水動力費（揚水式の場合のみ）などからなる変動費（可変費）（発電量に比例するもの）で構成される、と説明されることがある。（ただし、事業者が複数の発電所を統括管理している場合は、必ずしも地点毎に算定されるわけではなく、複数の水力発電施設の費用が混じり合うようにして計算されてしまっている。）この内「資本費」という項目は、諸設備の建設費と耐用年数と金利などにより算出されるもので、これが全コストの大部を占める。建設費は発電所毎の場所の特性（地形、地質、既存の土地使用者の有無など）により大きく変動する。
日本では、一般水力発電所に関しては、建設費の観点から有利な地点から先に開発されてきた歴史があり、既存の事業者がコスト的に開発可能と判断するような新規地点はもう無いともされるが、再生可能エネルギーとしての合理性が注目され、新たな事業者が、政策的助成を活用しつつ、比較的小規模な水力発電所を設置する動きが進みつつある。
揚水式水力発電所の揚水動力費は、深夜など電力需要が少ない時間帯の火力や原子力発電所などの余剰電力を用いる。水を上げ下げすることなどに伴うエネルギー損失をも考慮すると、他の電源の燃料費などに比べて割高な可変費となりはするが、上記の固定費部分が他の電源と比べると安い地点が選定できれば、比較的短い時間しか継続しない電力需要のピーク部分に対応する供給力としては、十分な競争力を有する総合コストにすることが可能である。そのため、「電力系統経費を最小にする施策」として揚水発電所の一定割合の投入が合理的と、既存の事業者などでは分析される。